# Тіндорф
Тіндорф (нім. Thiendorf) — громада в Німеччині, розташована в землі Саксонія. Входить до складу району Майсен.
Площа — 74,38 км2. Населення становить 3778 ос. (станом на 31 грудня 2020).